# Servitenkloster Bernburg

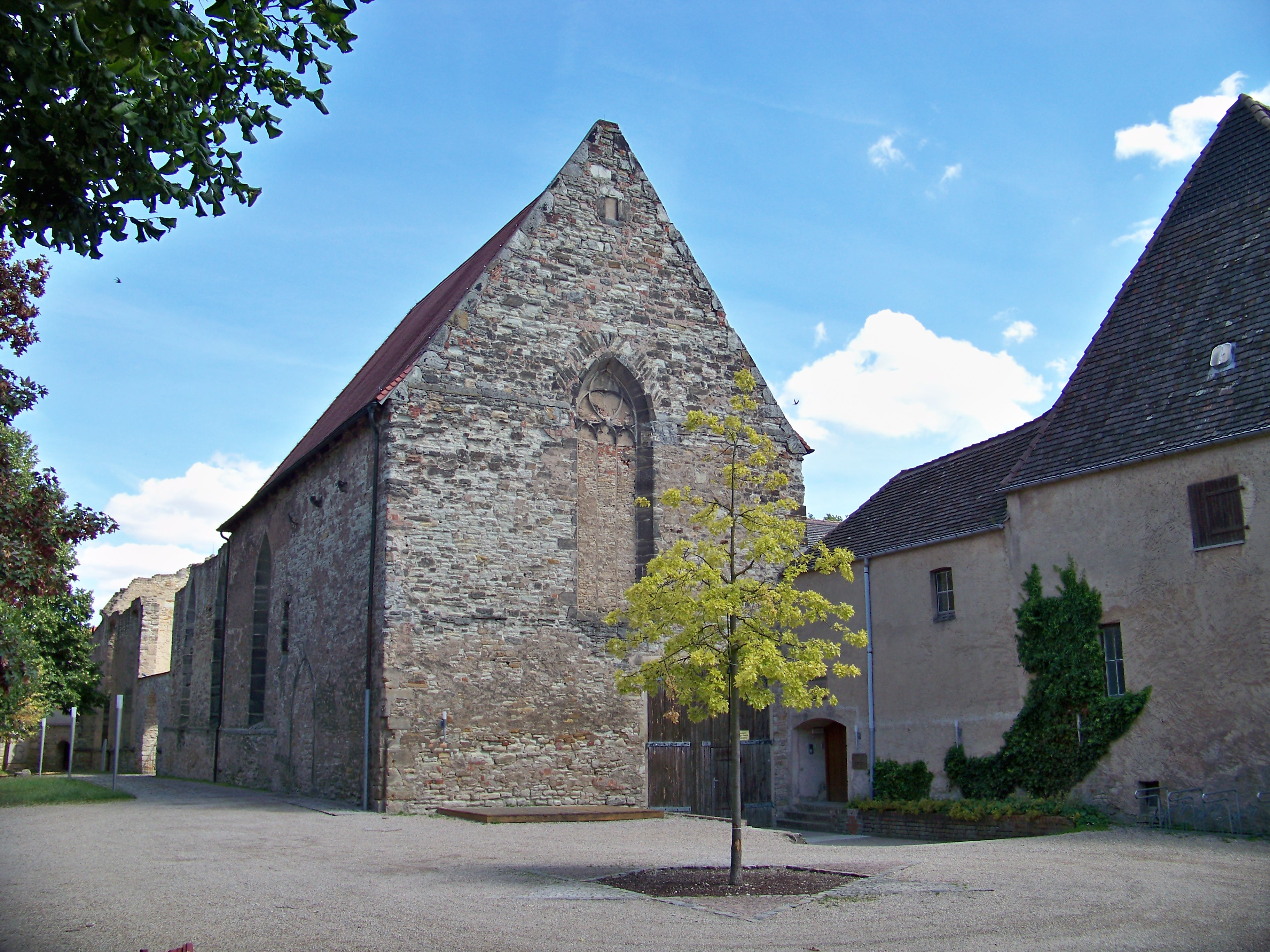
Westseite der Klosterkirche

Das Servitenkloster Bernburg war eine Niederlassung des Bettelordens der Serviten (Ordo Servorum Mariae, Ordenskürzel: OSM, volkstümlich auch Marienknechte genannt) in Bernburg (Saale) im Salzlandkreis (Sachsen-Anhalt). Das Kloster lag im südwestlichen Teil der Neustadt Bernburg direkt an der Stadtmauer und war das einzige Kloster in Bernburg (Saale). Das Kloster wurde wohl um/vor 1300 gegründet, aber erst 1308 erstmals erwähnt. 1526 wurde in Bernburg (Saale) die Reformation eingeführt und das Betteln verboten. Das Kloster verlor dadurch seine Existenzgrundlage und löste sich bis 1527 auf.

## Lage
Das Kloster lag zur Gründungszeit an der Südwestseite der Neustadt Bernburg, mit seiner Südseite direkt an der Stadtmauer (die hier einen Knick machte und Ost-West verlief). Neustadt Bernburg und Bergstadt Bernburg waren im Mittelalter jeweils von einer separaten Mauer umgeben, sie waren auch rechtlich getrennte Kommunen. Erst 1561 wurden Neustadt Bernburg und Bergstadt Bernburg durch Fürst Wolfgang von Anhalt-Köthen zu einer Stadt vereinigt. Die Gebäude des ehemaligen Klosters sind zum Teil noch erhalten. Die Kirche ist allerdings Ruine.

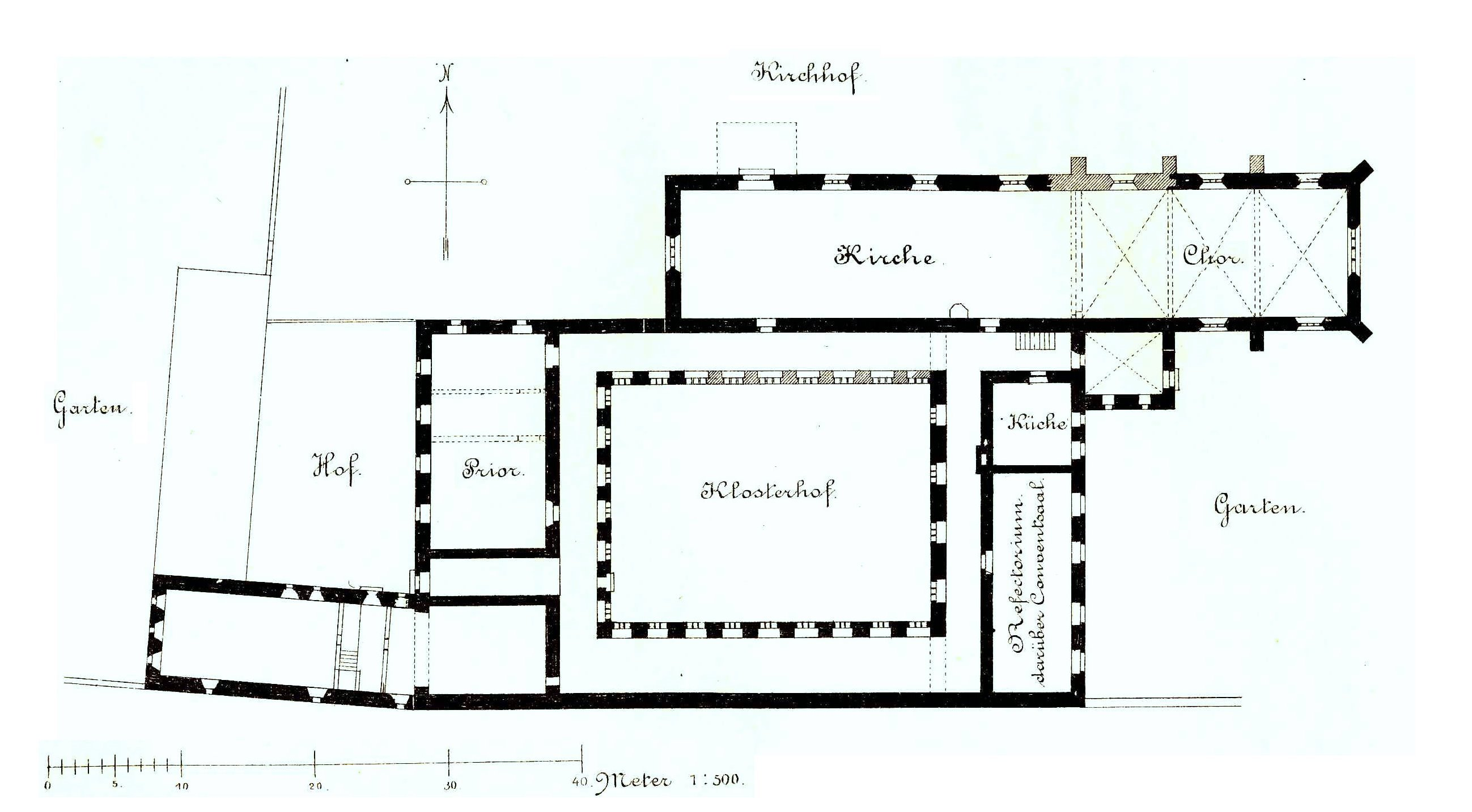
Grundriss des Klosters Bernburg (aus Köhler)

## Vorgeschichte
Der Ordo Servorum Mariae (Orden der Serviten, oder volkstümlich Marienknechte) wurde 1233 von sieben Kaufleuten, die sich zu einem mönchischen Leben zurückgezogen hatten, in Florenz (Toskana) gegründet. 1241 entstand das erste Kloster des neuen Ordens. Für die Toskana erhielten sie 1249 die Anerkennung durch den päpstlichen Legaten. Eine weitere päpstliche Bestätigung erfolgte 1256 durch Papst Alexander IV. Auf dem Konzil von Lyon 1274 wurde beschlossen, dass alle nach 1215 nicht endgültig bestätigten Orden aufgehoben seien (um die Flut neuer Ordensgründungen einzudämmen!), und neue Mitglieder durften nicht mehr aufgenommen werden. In einem von drei päpstlichen Rechtsgelehrten verfassten Gutachten wurde aber festgestellt, dass der Servitenorden von diesem Verbot nicht betroffen sei.
Schließlich erteilte Papst Benedikt XI. dem Orden seine endgültige Bestätigung mit seiner Bulle Dum levamus vom 11. Februar 1304. Die Serviten gehörten zu den Bettelorden und lebten nach der Augustiner-Regel. Seit 1299 ist auch für Deutschland eine Ordensprovinz bestätigt. Die Serviten ließen sich in Deutschland vor allem in kleineren Städten nieder; Ausnahmen waren die größeren Niederlassungen in Erfurt, Halberstadt und Halle (Saale).

## Gründung des Servitenklosters Bernburg

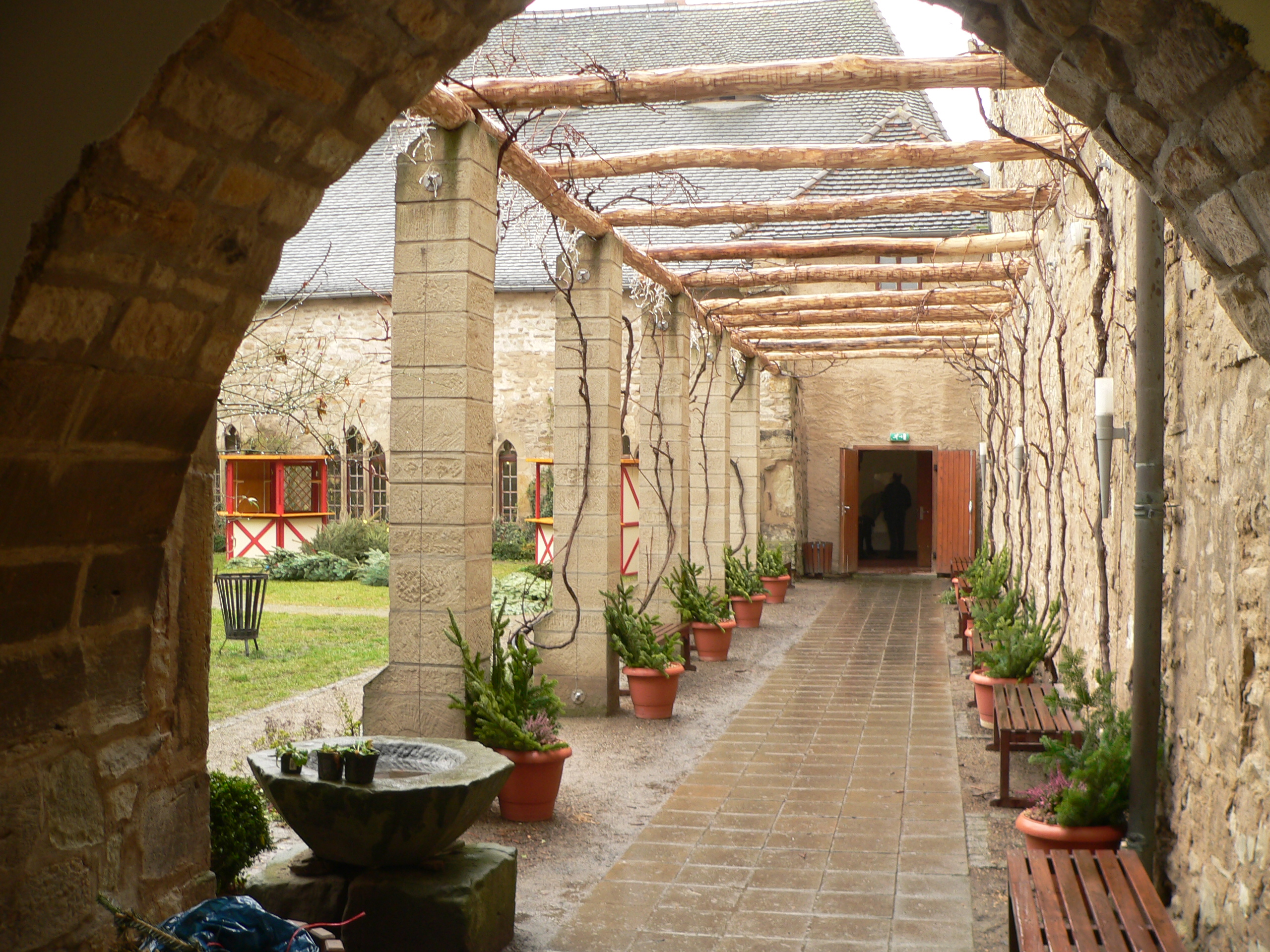
Blick in den Klosterhof mit Resten des Kreuzganges

Wann genau die Serviten nach Bernburg (Saale) kamen bzw. sich hier niederließen, ist nicht bekannt. Eine Stiftungs- oder Gründungsurkunde hat sich nicht erhalten. Die erste urkundliche Nachricht liegt vom 21. Juli 1308 vor. Daraus geht hervor, dass die Serviten zu diesem Zeitpunkt bereits seit einiger Zeit (seit einigen Jahren?) in Bernburg ansässig waren. Köhler nimmt an, dass das Kloster zwischen 1295 und 1308 gegründet wurde. Pfänner zu Thal nimmt für die Entstehung das erste Jahrzehnt des 14. Jahrhunderts an. Die heutige Erklärungstafel zur Geschichte des Klosters, aufgestellt im Klosterareal sagt zur Entstehung: um 1300.

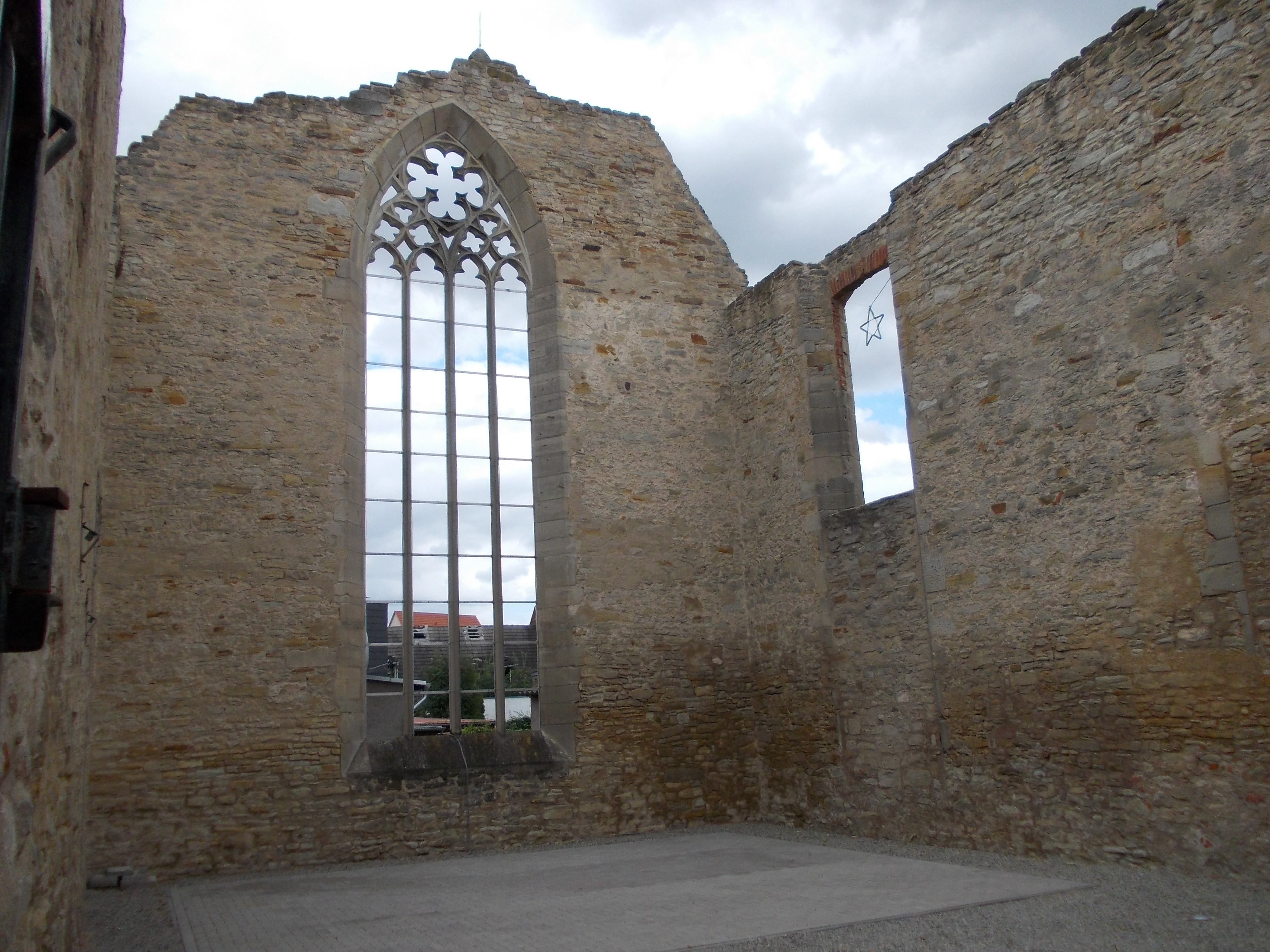
Inneres der Kirche, Chorbereich

## Besitz
Im Laufe der über 200-jährigen Geschichte gelangte das Kloster nur zu einem recht bescheidenen Besitz, der in Grund- und Geldzinsen angelegt war. Allerdings haben sich nur wenige Urkunden erhalten, die nur ein unvollständiges Bild der Besitzgeschichte ergeben.
1308 bestätigte Fürst Albrecht I. von Anhalt-Köthen dem Kloster der Serviten in Bernburg den Besitz einer Mühle in Molendorf bei Nienburg (Saale). Die Mühle in Molendorf war noch 1504 im Besitz des Klosters.
1386 verkauften die Fürsten Bernhard V. und Rudolf von Anhalt dem Kloster der Marienknechte in Bernburg den Zehnten zu Strenz. Der Ort Strenz lag dicht bei Bernburg und würde später wüst. Der heutige Stadtteil Strenzfeld erinnert noch an das verschwundene Dorf.

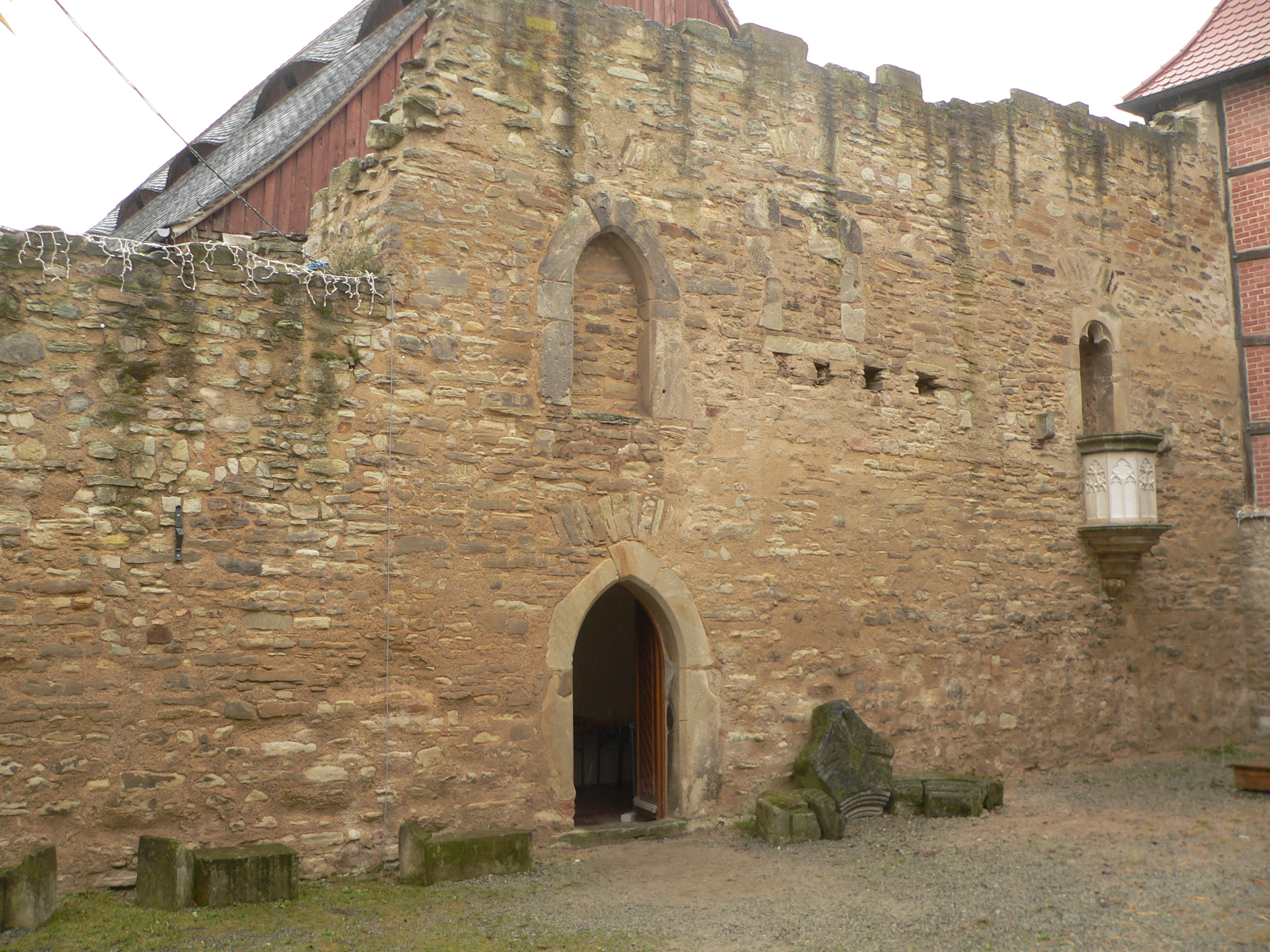
Innenraum der Kirche mit Schwalbennestkanzel

1441 bestätigte Fürst Bernhard VI. zu Anhalt eine Schenkung des Hans Gruben an die Marienknechte in Neustadt Bernburg.
1486 hatte der Konvent einen jährlichen Fruchtzehnt, von welcher Gemeinde ist leider nicht genannt, im Wert von 10 Gulden (vom obigen Dorf oder Feld Strenz?). Die jährlichen Geldzinsen beliefen sich auf 4 Gulden. Ein kleiner Wald erbrachte jährlich 4 Gulden Ertrag und lieferte genügend Brennholz für den Konvent. Nicht regelmäßige Einnahmen und Allmosen beliefen sich auf etwa 27 Gulden. Von den Termineien kamen jährlich 200 Staria (8 Staria = ein Scheffel, also 25 Scheffel) Getreide und zwei Tonnen Käse ein, die für den Eigenbedarf des Klosters ausreichend waren.

## Kirchenpatronate
Viele der Brüder in den Servitenkonventen waren geweihte Priester und konnten so auch die Gottesdienste in angegliederten Parochien versehen. Auch bei der Zahl, der von den Bernburger Serviten versorgten Parochien herrscht mangels Urkunden große Unsicherheit.
Am 9. Oktober 1321 bestätigte Bischof Albrecht I. von Halberstadt, dass der Rektor der Kirche im wüst gewordenen Dorf Wolmersdorf 2 Mark von den Marienknechten in Bernburg erhält. Fürst Bernhard II. von Anhalt-Bernburg hatte dem Servitenkonvent in Bernburg das Patronat zu Wolmersdorf (oder Notforme genannt) geschenkt. Der Ort soll zwischen Staßfurt und Hohenerxleben gelegen haben. Das Kloster versah die Pfarrei durch ihren Bruder Heinrich von Bleckendorf und kam auch für die Kosten von Visitation und Prokuration auf. Wolmersdorf oder Notforme gehörte (um 1400) zum Archidiakonat Hecklingen des Bistums Halberstadt. 1359 bestätigte Bischof Ludwig von Halberstadt diese Schenkung erneut. Um/vor 1454 gaben die Marienknechte zu Neustadt-Bernburg dem Fürsten Bernhard VI. das Patronat über die Pfarrkirche zu Wolmersdorf zurück. Bischof Burchard von Halberstadt bestätigte diesen Vorgang am 19. März 1454.
In einer älteren Quelle (Nationalbibliothek Florenz), die von Waldemar Küther ausgewertet wurde und von ihm zitiert ist, wurde Bernburg wie folgt erwähnt: Bernborgh, cum tribus aliis locis sub se. Das ist so zu verstehen, dass das Kloster Bernburg drei Kirchenpatronate besaß, also Kirchen, die vom Kloster aus kirchlich versorgt wurden. Die Notiz selber stammt aus einer Abschrift von 1618 (mit Nachträgen von 1621 und 1668), sagt also nichts darüber, zu welcher Zeit der obige Zustand zutraf. Eines dieser Patronate hatte das Kloster möglicherweise in Schackenthal. Nach dem Werk Anhalts Bau- und Kunstdenkmäler nebst Wüstungen. Kreis Bernburg von Franz Büttner Pfänner zu Thal soll Fürst Bernhard IV. dem Kloster der Marienknechte in Bernburg 1359 das Patronat der Servatius-Kirche in Schackenthal geschenkt haben. Die Angabe ist aber schon in sich widersprüchlich, da Fürst Bernhard IV. bereits am 28. Juni 1354 verstorben war und daher 1359 keine Schenkung mehr machen konnte. Leider ist in den Kunstdenkmälern keine Quelle für diese angebliche Schenkung angegeben. Schackenthal gehörte um 1400 zum Archidiakonat Wiederstedt des Bistums Halberstadt.
Nach einem kleinen Zeitungsartikel über das Fest zum 700-jährigen Bestehen des Klosters Bernburg sollen die Serviten die Seelsorge in drei Pfarrkirchen im nahe gelegenen Ilberstedt und in Schackenthal im Mansfeldischen innegehabt haben. Die Aussage zu Schackenthal ist sicher der Angabe in den Bau- und Kunstdenkmälern entnommen. Doch zu Ilberstedt findet sich auch in den Kunstdenkmälern kein Hinweis. Im Zeitungsartikel ist die Aussage auch nicht belegt. Nach Theodor Stenzel ist über die zwei Kirchen in Ilberstedt, die im Mittelalter zum Archidiakonat Hecklingen des Bistums Halberstadt gehörten, nicht viel bekannt. Es muss also offen bleiben, ob das Servitenkloster Bernburg tatsächlich die Patronate über zwei Kirchen zu Ilberstedt und einer Kirche in Schackenthal hatte.

## Sonstige Erwähnungen des Klosters
1376 musste Fürst Otto III. von Anhalt einen Streit zwischen den Bauern von Jhesere (Jesar) und Wedlitz bezüglich eines Weges zu ihrer Weide schlichten. Dies geschah im Baumgarten der Marienknechte in Neustadt-Bernburg. Nach Köhler lag dieser Garten im Bereich zwischen der heutigen Straße Klosterwinkel und dem Kloster.

## Konvent
Das Kloster Bernburg gehörte Ende des 15. Jahrhunderts zu den kleineren Konventen der Serviten in der deutschsprachischen Ordensprovinz (Alemannia) und hatte damals schon Nachwuchssorgen. 1486 zählte der Bernburger Konvent zwar noch sieben Priesterbrüder und zwei Kleriker, davon ein Novize. Allerdings waren zwei der Priesterbrüder aus dem Erfurter Servitenkonvent, zwei aus dem Konvent von Halle (Saale), einer aus dem Kloster Himmelgarten bei Nordhausen, und der Vorsteher des Klosters (Prior) stammte aus Altlandsberg, mithin war also nur ein Bruder und die zwei Kleriker aus Bernburg (oder Umgebung). Der Konvent hatte drei Termineien (Bettelbezirke), davon war aber eine Terminei vakant, da der Konvent bereits keinen Bruder mehr für das Terminieren (Betteln) abstellen konnte.

## Priore und andere Ämter
- 1422 Peter von Nygenburg, Prior, Matheus, Procurator[18]
- 1432 Nicolaus[19][5]
- 1446 Jacobus Bake, Prior[20]
- 1454 Jacobus, Prior[21] (wahrscheinlich der obige Jakobus Bake)
- 1472 Peter von Eysenborg, Prior, Bruder Matheus, Procurator[21]
- bis 1486 Ambrosius Klump, Prior aus Altlandsberg, er war 1468 Prior in Altlandsberg (vgl. auch Friske[2])
- ab 1486 Baptista Vulpis (= Fuchs)[22]

## Klostergebäude
Von der Kirche sind nur die Umfassungsmauern erhalten. Sie lag auf der Nordseite des Klosterkomplexes. An die Südseite der Kirche schloss sich der rechteckige, einen Garten umschließende Kreuzgang an. Über dem Kreuzgang befanden sich die Zellen der Mönche.
An der südlichen Innenwand befand sich schwalbennestartig und auf einer Konsole sitzend die nur von außen zugängliche Kanzel. In der Kirche waren eine unbekannte Anzahl an Altären, zwei sind urkundlich genannt: der Altar Beate Virginis, und 1486 sollte ein Altar zu Ehren des Heiligen Philipp Benizi, dem „zweiten Gründer“ des Ordens, errichtet werden. Die Glocke stammt inschriftlich von 1406.
In der Sakristei der Klosterkirche wurden acht Kelche aufbewahrt, ein silbernes Kreuz im Gewicht von einer Mark Silber, ein Tabernakel im Gewicht zu zwei Mark Silber. Messgewänder (Paramente) zu den Gottesdiensten standen zur Genüge zur Verfügung.

## Auflösung des Klosters
1526 führte Fürst Wolfgang die Reformation in (Anhalt-)Bernburg ein. Das Betteln wurde verboten, und die Serviten verloren dadurch einen großen Teil ihrer Existenzgrundlage. Die Mönche verließen ihr Kloster und 1527 stand das Klostergebäude leer. Nach Volker Ebersbach waren die Mönche jedoch schon 1525 vor den aufständischen Bauern geflohen und nicht wieder zurückgekehrt. Das Gestühl wurde 1527 aus der Klosterkirche entfernt und in der Bernburger Marienkirche wieder aufgestellt. Danach standen die Klostergebäude zunächst leer.

## Nachnutzung der Gebäude
1535 wurde das leerstehende Klosterkomplex in das St. Johannis-Hospital für Alte und Sieche umgewandelt. Das bisherige Hospital an der saalbrücken wurde aufgegeben, die Besitzungen dieses Hospitals auf das St. Johannis-Spital übertragen. Die Gebäude des ehemaligen Klosters wurden wieder instand gesetzt. Das Hospital betrieb auch eine eigene Acker- und Viehwirtschaft. Im Dreißigjährigen Krieg (1618–1648) wurden die Gebäude schwer beschädigt. Die Institution ging durch schwere Zeiten, da die Natural- und Geldzinsen durch die Kriegszerstörungen nicht mehr eingingen. Das Fürstenhaus tätigte einige großzügige Schenkungen. 1641 ist die Institution als Hospital und Armenhaus bezeichnet. Nach dem Krieg wurden die Gebäude wieder hergestellt und die Anstalt in das Arme Kloster St. Johannis umbenannt.
Nach der Wende wurde der historische Gebäudekomplex umgebaut und 1997 an die Hochschule Anhalt vermietet, die hier Hör- und Zeichenräume einrichtete. Die Hochschule veranstaltet jedes Jahr das Klosterfest, das 2019 schon zum 25. Mal stattgefunden hat und inzwischen ein bedeutendes Kulturevent der Region geworden ist.

## Sonstiges
Von 1965 bis 2010 bestand die katholische Pfarrvikarie Bernburg-Talstadt S. Joannes Baptista, die nach dem nahegelegenen St.-Johannis-Hospital benannt war und die Nikolaikirche nutzte.
2008 wurde mit einer Festwoche an die erste urkundliche Nennung des Klosters erinnert. Bernburg erhielt in dieser Woche Besuch von einer Gruppe von Pilgern und Bildungsreisenden unter der Leitung eines Serviten, die sich für die Geschichte des Klosters interessierten.